# Ants Laikmaa

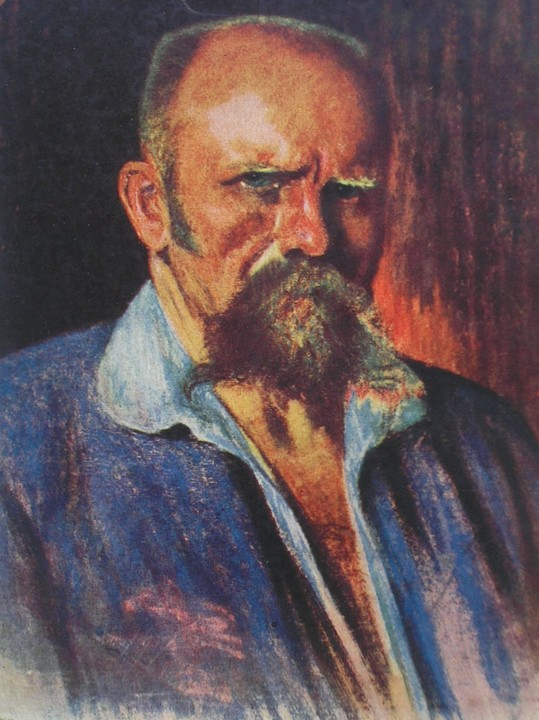
Selbstporträt, 1920

Ants Laikmaa (* 5. Mai 1866 auf dem Bauernhof Paiba, Dorf Araste, Gemeinde Vigala; † 19. November 1942 auf dem Hof Kadarpiku bei Taebla) war ein estnischer Maler.

## Leben
Ants Laikmaa (bis 1935 Hans Laipman) wurde als 13. Kind einer ärmeren estnischen Familie geboren. Er besuchte Schulen in Vigala, Haapsalu und Lihula. Seine Mutter starb, als er ein Kind war. Laikmaa entdeckte früh seine Neigung zur Malerei. Er machte sich von Riga zu Fuß nach Düsseldorf auf. Dort studierte er von 1891 bis 1893 und 1896/97 an der Kunstakademie Düsseldorf. Von 1897 bis 1899 war er in Düsseldorf tätig. Im Herbst 1899 kehrte er nach Tallinn zurück.

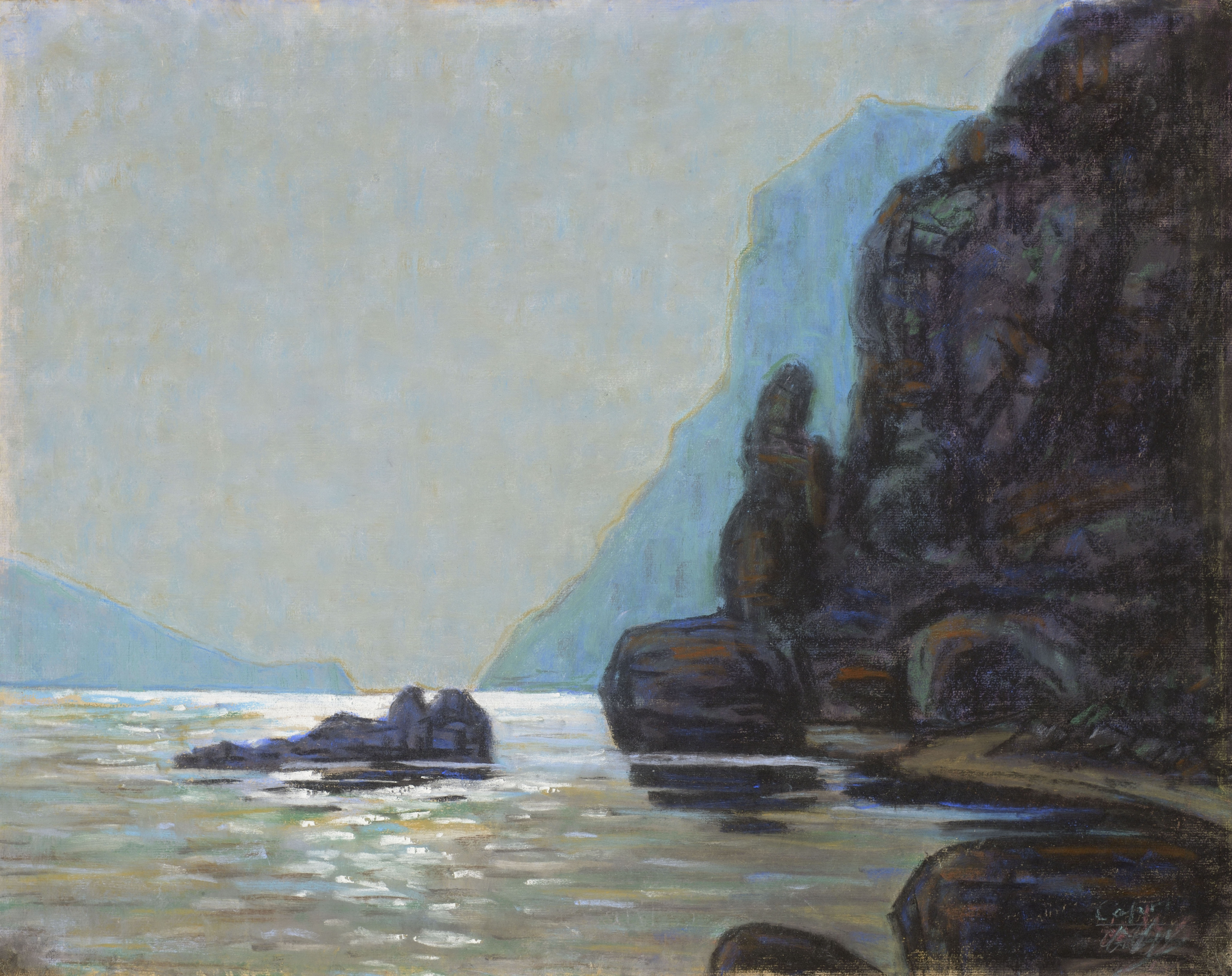
Vaade Caprilt, 1912

Von 1900 bis 1907 war Ants Laikmaa als Künstler in Tallinn und Haapsalu tätig. Studienreisen führten ihn nach Belgien, Frankreich, Österreich, Finnland und in die Niederlande. 1901 veranstaltete er die erste estnische Kunstausstellung überhaupt in Tallinn, 1906 folgte die erste gesamtestnische Kunstschau in Tartu. 1903 gründete er in Tallinn eine Atelierschule. 1907 hob er den Estnischen Kunstverein (Eesti Kunstiselts) aus der Taufe.
1904 traf der 38-jährige Laikmaa die große Liebe seines Lebens, die 21-jährige Marie Hacker. Sie wurde später unter dem Namen Marie Under eine der bekanntesten Dichterinnen der Zeit und von dem verliebten Laikmaa künstlerisch gefördert. Im selben Jahre malte er zwei Porträts von ihr, die zu Laikmaas bekanntesten zählen.
Von 1907 bis 1909 war er hauptsächlich in Finnland tätig. 1909 bis 1913 bereiste er die großen Kunststädte Europas. Er lebte von 1910 bis 1912 unter anderem in Capri und Tunesien. Von 1913 bis 1931 war Ants Laikmaa als freischaffender Künstler und Kunstpädagoge in Tallinn tätig. 1927 wurde seine einzige Tochter Aino Marie (später Anu Kilpiö, † 1969) geboren, ein Kind seines Modells "Miku". 1932 siedelte Laikmaa in die Nähe von Taebla im Kreis Lääne auf den von ihm konzipierten Hof Kadarpiku mit einem 7 ha großen Park über, wo er bis zu seinem Lebensende lebte und arbeitete.
Ants Laikmaa starb im November 1942 in Kadarpiku. Er liegt dort auch begraben. Laikmaa blieb zeitlebens unverheiratet.  Sein Hof im Grünen ist seit 1960 als Museum seinem Leben und Werk gewidmet.

## Maler
Ants Laikmaa ist vor allem bekannt für seine Aquarellmalerei. Er brachte den Impressionismus nach Estland, verschrieb sich aber auch dem Realismus. Laikmaa malte oft Naturlandschaften, meist mit starken Farben. Seine Porträts der intellektuellen und künstlerischen Elite Estlands werden als meisterlich beschrieben. Er war auch politisch engagiert. Vor allem förderte er die Ausbildung und Förderung der estnischen Kunst. Unter anderem war er einer der Mitbegründer des Estnischen Nationalmuseums (Eesti Rahva Muuseum) in Tartu.

## Bekannteste Werke
- Selbstporträt (1902)
- Lääne neiu (1903)
- Porträt von Marie Under (1904)
- Vigala taat (1904)
- Porträt von August Kitzberg (1915)